# The Doors (film)
A The Doors 1991-es amerikai életrajzi zenés film, amelyet Oliver Stone rendezett, és J. Randal Johnsonnal együtt írt. A film főszereplői Val Kilmer mint Jim Morrison énekes és dalszerző, Meg Ryan mint Pamela Courson (Morrison barátnője), Kyle MacLachlan mint Ray Manzarek billentyűs, Frank Whaley mint Robby Krieger gitáros, Kevin Dillon mint John Densmore dobos, Billy Idol mint Cat, továbbá Kathleen Quinlan mint Patricia Kennealy újságíró.
A Tri-Star Pictures által 1991. március 1-jén bemutatott film világszerte 34 millió dolláros bevételt hozott a 32 millió dolláros gyártási költségvetéssel szemben, a kritikusoktól, a közönségtől és az együttes rajongóitól egyaránt vegyes kritikákat kapott. Kilmer Morrison-alakítását széles körben dicsérték, csakúgy, mint a mellékszereplőket, az operatőri munkát, a díszlettervezést és Stone rendezését. A film azonban ellenérzéseket is kiváltott a történeti pontatlanság és Morrison ábrázolása miatt.

## Cselekmény
A film Jim Morrisonnak, a The Doors amerikai rockzenekar énekesének életét mutatja be.
Morrisont a hatvanas évek rock and rolljának és ellenkultúrájának ikonjaként ábrázolja. Megjelenik Morrison drogfogyasztása, szabados szerelmi élete, hippi életmódja, alkoholizmusa, a hallucinogén drogok iránti érdeklődése és különösen a halál iránti növekvő megszállottsága, amelyet a filmet átszövő szálakként mutat be.

## Szereplők
| Szerep             | Színész          | Magyar hang        |
| ------------------ | ---------------- | ------------------ |
| Jim Morrison       | Val Kilmer       | Rajkai Zoltán      |
| Pamela Courson     | Meg Ryan         | Szinetár Dóra      |
| Ray Manzarek       | Kyle MacLachlan  | Fekete Ernő        |
| Robby Krieger      | Frank Whaley     | Crespo Rodrigo     |
| John Densmore      | Kevin Dillon     | Dózsa Zoltán       |
| Paul Rothchild     | Michael Wincott  | Salinger Gábor     |
| Tom Baker          | Michael Madsen   | Czvetkó Sándor     |
| Bill Siddons       | Josh Evans       | Takátsy Péter      |
| Dog                | Dennis Burkley   | Gesztesi Károly    |
| Cat                | Billy Idol       | Galbenisz Tomasz   |
| Patricia Kennealy  | Kathleen Quinlan | Kisfalvi Krisztina |
| Zenei menedzser    | Robert LuPone    | Juhász György      |
| Jac Holzman        | Mark Moses       | Csuja Imre         |
| Ed Sullivan        | Will Jordan      | Versényi László    |
| Sullivan producere | Sam Whipple      | Wohlmuth István    |
| Magazinfotós       | Mimi Rogers      | Farkasinszky Edit  |
| Warhol PR-ese      | Paul Williams    | Holl Nándor        |
| Andy Warhol        | Crispin Glover   | Pálfai Péter       |
| Miami promóter     | Billy Vera       | Bicskey Lukács     |
| Bíró               | Alan Manson      | Izsóf Vilmos       |
| Ügyész             | Robert Marshall  | Katona Zoltán      |
| Ügyvéd             | William Kunstler |                    |